# Palm (пивоварня)
Palm Breweries — пивоваренная компания. Ей принадлежат несколько различных бельгийских пивоварен. Общий объём производства пива в 2004 году составил 1 700 000 гл пива  Пивоварня была членом общества бельгийских семейных пивоваров до 2016 года.

## История
Уже в 1597 году в архивах Стенхаффеля можно найти записи, в которых подробно описывается поместье под названием Ден Хорн.
Первые признаки пивоварения в Steenhuffel появились в 1747 году. В акте переписи упоминаются две пивоварни, De Hoorn и De Valck. De Hoorn, принадлежавшая тогда Жану-Батисту Де Месмекеру, позже превратилась в пивоварню, известную сегодня.
В 1908 году Генриетта де Месмекер, правнучка Жана-Батиста де Месмекера, вышла замуж за Артура Ван Роя, который руководил работой их паба и фермы и в конечном итоге стал движущей силой строительства пивоварни.
Пивоварню De Hoorn не обошла жестокость Первой мировой войны, и, хотя она была полностью разрушена в 1914 году, Ван Рой решил восстановить её. Он решил по-прежнему ферментировать своё пиво в старом брабантском стиле, а не варить его с использованием новых методов, таких как те, которые используются для варки пилснера.
В 1929 году Ван Рой решил дать своему пиву имя собственное, назвав его Speciale Palm . Speciale относится к стилю пива «Special Belge». 
В 1930 году Артур Ван Рой научил своего сына Альфреда варить пиво. Это, в сочетании с тем, чему Альфред научился в пивоваренной школе в Брюсселе, привело к созданию первого медного пивоваренного цеха с мельницей. Эта пивоварня сегодня известна как «Пивоварня 1».
В августе 2014 года была установлена новая небольшая пивоваренная установка, на которой можно варить экспериментальные сорта пива объемом 1000 литров. Пивоварня названа в честь бывшей деревенской пивоварни в Стенхаффеле. В том же месяце пивоварня Steenhuffel объявила, что отныне она будет называться Palm Belgian Craft Brewers (сокращенно PALM nv-sa).
Общая производственная мощность Palm в 2015 году составила 1 миллион гектолитров, а оборот в том же году составил 53 миллиона евро. В том же году компания впервые за много лет получила скромную прибыль в размере 475 000 евро. Рост производства тяжёлых специальных сортов пива сократил долю пива Palm с 80% производства в 2006 году до менее 50% в 2016 году 
10 мая 2016 года голландская пивоварня Bavaria купила Palm Belgian Craft Brewers.

## Пиво
- Сварено в Штинхуффеле:
  - Palm Speciale ( крепость 5,4%) янтарного цвета;
  - Dobbel Palm сильнее и темнее, продаётся только в декабре, заменяя Palm Speciale;
  - Palm Royale (ранее Royal Van Roy Ale ) (крепость 7,5%), сваренный по случаю 90-летия Альфреда Ван Роя;
  - Steendonck (крепость 5%), классическое белое пиво;
  - Palm Hop Select ( крепость 6,0%) светлое пиво с хмелем, выращенным в собственном саду пивоварни, выпущено в 2013 году.
- Сварено в Руселаре : см. Роденбах.
- Сварено в Брюгге :
  - Brugge Tripel (крепость 8,7%), янтарного цвета;
  - Брюгге Блонд (крепость 6,5%);
  - Стенбрюгге Дуббель
  - Стенбрюгге Трипель